# МТ-ЛБу
МТ-ЛБу (Объект 10) — советское плавающее лёгкое многоцелевое гусеничное шасси с универсальным корпусом. Разработано в конце 1960-х годов.
Демилитаризированный МТ-ЛБу предназначен для установки различного оборудования (мастерских, лабораторий, грузопассажирских перевозок), других применений в геологической, нефтегазопромысловой отраслях и для передвижения в условиях бездорожья.

## История создания
В 1967 году постановлением ЦК КПСС и Совета министров СССР № 609—201 Харьковский тракторный завод был назначен главным разработчиком 122-мм САУ.
Первичным вариантом было предложено установка гаубицы Д-32 на платформу гусеничного тягача МТ-ЛБ. В ходе испытаний выяснилось что гусеничное шасси на 6 опорных катках не выдерживает нагрузки. В связи с этим в конструкцию шасси был добавлен 7-й опорный каток. Модифицированный образец шасси с удлинённым корпусом получил название МТ-ЛБуш («изделие 26»). Он стал платформой для 122-мм САУ, который в свою очередь получил название 2С1 «Гвоздика».
Новая САУ была разработана в короткие сроки. К августу 1969 года 4 единицы поступили на государственные испытания.

В тот же период велась активная разработка комплексов средств автоматизации управления огнём артиллерии (КСУАО) и зенитно-ракетных комплексов ПВО, что потребовало создания гусеничных и колёсных шасси с высокой проходимостью. По плану поставленному перед оборонной промышленностью на первую половину 70-х годов началась разработка «изделия 10» — унифицированного гусеничного шасси повышенной грузоподъёмности.
Разработка была поручена конструкторскому бюро Харьковского тракторного завода. За основу нового изделия был взят МТ-ЛБ, который выпускался этим заводом и эксплуатировался в войсках с 1964 года.

Для размещения большого количества аппаратуры требовалось увеличение внутреннего объёма и грузоподъёмности машины, что в свою очередь требовало увеличение мощности двигателя.
Кардинальными изменениями от МТ-ЛБ в конструкции новой машины, получившей наименование МТ-ЛБу стало следующее:
- Изменение корпуса машины
  - удлинение корпуса на 810 мм за счёт добавления 7-го опорного катка;
  - увеличение высоты машины на 200 мм, что позволило увеличить внутренний объём и переместить отсек управления сверху над трансмиссионным отделением. Если в МТ-ЛБ отсек управления находится в передней части машины через перегородку после трансмиссионного отсека, доступ к которому осуществлялся через капот снаружи машины, то на МТ-ЛБу механик водитель находится прямо над трансмиссионным отсеком, доступ к которому осуществляется через люки в полу;
  - поскольку в кормовом отделении требовались места для размещения аппаратуры, вместо двух задних дверей открывающихся аналогично дверям на БМП-1, была установлена одна дверь в зависимости от расположения аппаратуры. К примеру, в АРК-1 и 1В14 аппаратура располагается по двум бортам, и дверь находится посередине, а в машинах типа 1В15 задняя дверь смещена к левому борту[5];
  - убрана пулемётная башня над отсеком управления. На комплексах управления артиллерийским огнём на базе МТ-ЛБУ над аппаратным отсеком имеется поворотная башня в форме усечённого конуса, главным назначением которой является размещение приборов оптического наблюдения.
- установка более мощного двигателя ЯМЗ-238Н мощностью 300 л. с. (против 240 л. с. на МТ-ЛБ);
- установка опускающихся гидродинамических щитков спереди и решёток сзади, улучающих управление машиной при движение на плаву;
- установка вспомогательной силовой установки (с 1985 года), обеспечивавшей электропитание аппаратуры без включения ходового двигателя[6].

## Описание конструкции

### Броневой корпус
Броневой корпус МТ-ЛБу цельносварной и состоит из нескольких отсеков:
1. Отделение управления;
2. Кормовое отделение;
3. Отсек двигателя;
4. Трансмиссионный отсек.

Все отсеки корпуса разделены между собой поликами, перегородками и панелями.

### Двигатель и трансмиссия
В качестве силовой установки в МТ-ЛБу используется дизельный двигатель производства Ярославского моторного завода ЯМЗ-238Н с газотурбинным наддувом. Мощность двигателя составляет 300 л. с.
Номинальное число оборотов двигателя составляет 2100 об/мин. При максимальном крутящем моменте равном 1079 Н•м число оборотов составляет не более 1500 об/мин. Во время холостого хода число оборотов составляет 550..650 об/мин. Для удаления пыли из пылесборника используется двухступенчатый воздухоочиститель. Первая ступень инерционная, вторая имеет бумажные фильтрующие элементы.
Трансмиссия механическая. Коробка передач имеет 6 передних и одну заднюю передачу. Включение 3—4 и 5—6 передач синхронизированное.

### Ходовая часть
Бронетранспортёр МТ-ЛБу использует гусеничный движитель. Подвеска применяется индивидуальная торсионная, на передних и задних опорных катках имеются гидравлические амортизаторы.

### Специальное оборудование
Для эксплуатации машины при низких температурах окружающей среды в МТ-ЛБу предусмотрена воздушная система обогрева, в которую входит отопитель ОВ-65 и электрообогреватель ЭО-1010, который обеспечивает поддержание внутренней температуры обитаемого отсека выше 0°С при температуре окружающей среды −45°С.

## Модификации и машины на базе
СССР и Россия
- МТ-ЛБу — базовый вариант.

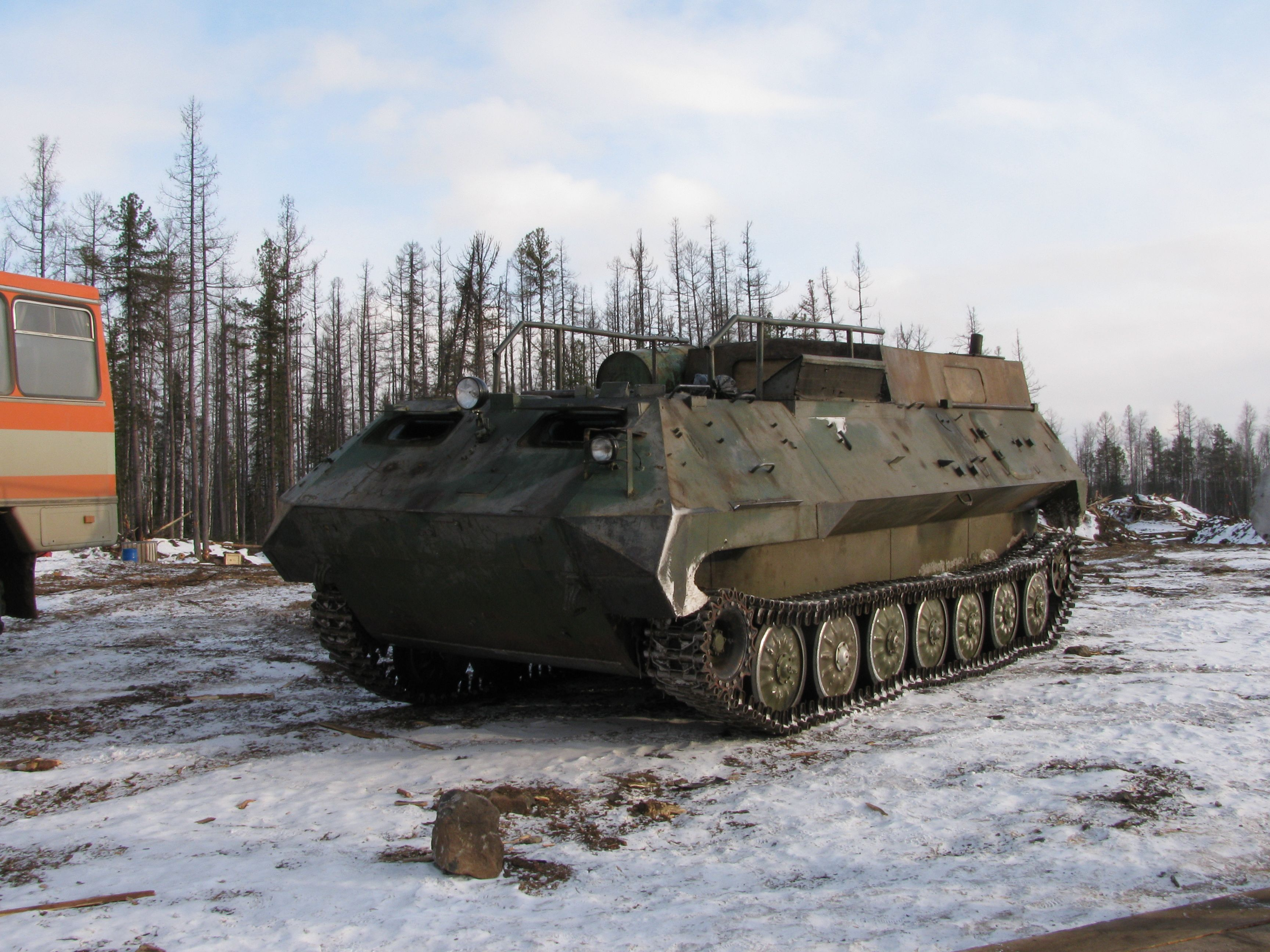
Гражданский МТ-ЛБу в Красноярском крае

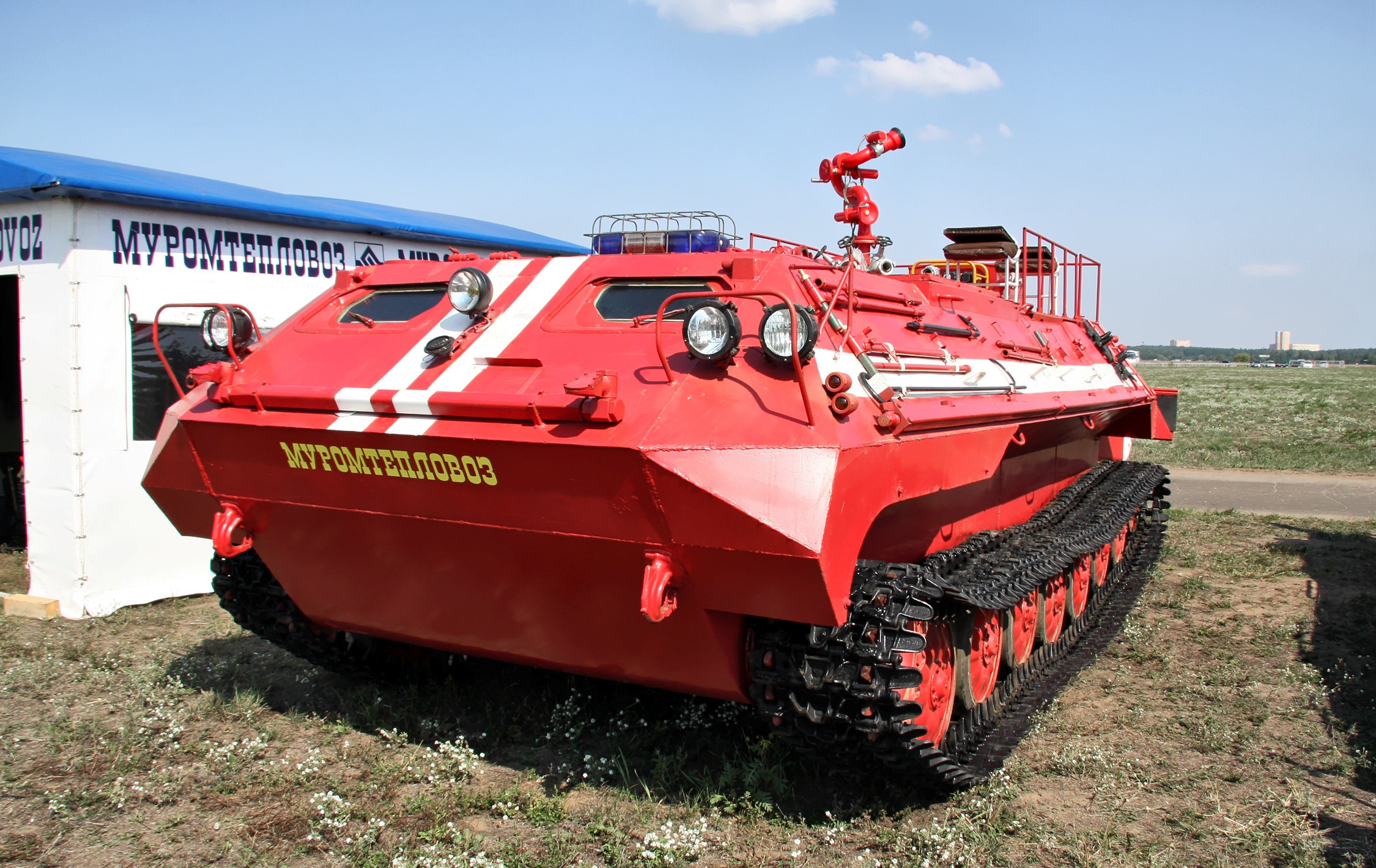
Пожарный вариант МТ-ЛБу-ГПМ-10

  - МТ-ЛБу-Н — многоцелевой транспортёр тягач.
  - МТ-ЛБу-М — модифицированный вариант, создан в 2003 году на Мотовилихинском заводе. В сравнении с МТ-ЛБу, вездеход МТ-ЛБу-М имеет следующие изменения:

увеличение высоты корпуса в водительском и рабочем отделениях с сохранением габаритов моторного отделения
установка застеклённых боковых дверей в водительском отделении
изменение лобового листа с установкой на нём увеличенных лобовых стёкол
установка стёкол на боковых стенках рабочего отделения
установка эффективных стеклоочистителей на лобовых стёклах
установка дополнительных поворотных осветительных фар с задней части изделия
установка сигнальных поворотных фонарей, повторителей поворотов, проблескового маячка, дополнительных осветительных плафонов в водительском и рабочем отделениях изделия
установка дополнительного электрообогревателя в водительском отделении
установка в крыше рабочего отделения увеличенного люка с крышкой для монтажа оборудования в рабочем отделении
установка аварийных люков в крыше водительского и рабочего отделений
установка деревянного пола в рабочем отделении
установка на стенки водительского и рабочего отделений обивки, состоящей из пенополиуритана, древесноволокнистой плиты и оклейка кожей, для обеспечения звуко- и теплоизоляции и улучшения внешнего вида внутри изделия
- СГТ-31 - гусеничный снегоболотоход, имеет различные виды комплектаций (пассажирский, грузопассажирский, лесопожарный и другие), производится заводом ООО "Тюменьспецтех" на протяжении 20 лет.
  - ТГ-126-09 «КШМ» — гражданский пассажирский снегоболотоход, исполняется в двух модификациях (Стандарт и Комфорт)
  - ТГ-126-09 «Линкор» — многоцелевой гражданский снегоболотоход. Исполняется в грузовом и пассажирском вариантах с возможностью монтажа дополнительного оборудования. Флагманская модель ООО «ИЗГТ»
  - МТ-ЛБу-ГПМ-10 — гусеничная пожарная машина, также на её базе создан авианаводчик-разведчик.
  - МТ-ЛБу-ПНС-1 — передвижная насосная станция.
  - МТ-ЛБу-ЛПВ — гусеничный лесопожарный вездеход.
  - 1Б32 — звукотепловой разведывательный комплекс.
  - 1Л219 «Зоопарк-1» — радиолокационный комплекс разведки и управления огнём.
    - 1Л219М «Зоопарк-1М» — модернизированная версия, представлена в 2002 году.

  - 1Л245 — наземный комплекс радиоэлектронного противодействия (РЭП).
  - 1РЛ239 «Рысь» — станция артиллерийской разведки АРК-1.
  - 1РЛ243 — станция радиотехнической разведки.
  - 9С80 «Овод-М-СВ» — подвижный пункт разведки и управления ППРУ-1 «Овод-М-СВ».
  - 1В12 «Машина-C» — комплекс средств автоматизации управления огнём (КСАУО) самоходной артиллерии «Машина-C», включает в себя четыре машины управления огнём артиллерии:
    - 1В13 — машина старшего офицера батареи КСАУО 1В12. По классификации НАТО: ACRV M1974/1.
    - 1В14 — машина командира батареи КСАУО 1В12. По классийикации НАТО: ACRV M1974/2a.
    - 1В15 — машина командира дивизиона КСАУО 1В12. По классификации НАТО: ACRV M1974/2b.
    - 1В16 — машина начальника штаба дивизиона КСАУО 1В12. По классификации НАТО: ACRV M1974/3.

  - 1В12-3 «Машина-М» — комплекс средств автоматизации управления огнём (КСАУО) самоходной артиллерии.
  - 1В12М-3 «Фальцет-М» — комплекс средств автоматизации управления огнём (КСАУО) самоходной артиллерии.
  - 1В181 «Ринг-2» — комплекс средств автоматизации управления огнём (КСАУО) артиллерии, включает в себя две машины:
    - 1В185 — унифицированная командно-наблюдательная машина.
    - 1В186 — унифицированная командно-штабная машина.

  - 1В197 — комплекс средств автоматизации управления огнём (КСАУО) самоходной артиллерии.
  - 9В514 «Бета-3» — автоматизированная система управления войсками. Изготавливалась с 1980 по 1990 годы.
  - 9Т451 — транспортно-заряжающая машина для боевой машины 9П139 РСЗО «Град-1» (гусеничный вариант).
  - КДХР-1Н «Даль» — комплекс дистанционной химической разведки.
  - ЛКМ-3 — линейно-кабельная машина.
  - МП21-25 — АСУВ «Манёвр».
    - МП21 — командно-штабная машина.
    - МП22 — разведывательно-информационный центр армии.
    - МП23
    - МП24
    - МП25

  - МП22-1 9С737 «Ранжир» — унифицированный батарейный командный пункт «Ранжир».
  - МП95 «Бета-4» — АСУВ.
  - МЗС-83 — мощная звуковещательная станция «Многосложность»/«Гром».
  - ППРИ-5 — пункт приёма и обработки информации.
  - Р-149БМРг — командно-штабная машина оперативно-тактического звена.
  - Р-161Б — автоматизированная подвижная КВ радиостанция.
    - Р-161БМ «Реквием» — модернизированная версия.

  - Р-166-0,5Б — автоматизированная подвижная КВ-УКВ радиостанция.
  - Р-330Б — автоматизированная станция помех УКВ радиосвязи.
  - Р-330КБ — командно-штабная машина для Р-330Б и Р-378Б.
  - Р-330П «Пирамида» — станция постановки помех радиосвязи.
  - Р-378Б — автоматизированная станция помех.
  - Р-381Т «Таран» — комплекс радиотехнической разведки Р-381Т.
    - Р-381Т1 «Таран 1» — станция радиоразведки КВ диапазона радиосвязи противника.
    - Р-381Т2 «Таран 2» — станция радиоразведки УКВ диапазона радиосвязи противника.
    - Р-381Т3 «Таран 3» — АСОИ (автоматизированная станция обработки информации).

  - Р-412Б «Торф» — станция тропосферной связи.
  - Р-439БГ «Легенда-2БГ» — мобильная станция космической связи.
  - Р-934Б — автоматизированная станция помех авиационной УКВ-радиосвязи.
  - «Торос» — Арктическая огневой поддержки и сопровождения боевая машина.

 Украина
- «Положение-2» — разведывательный автоматизированный звукометрический акустический комплекс на базе МТ-ЛБу производства СКБ «Молния», разработанный в 1995—2012 гг. 20 февраля 2013 комплекс был принят на вооружение украинской армии.
- И-52 — минный заградитель на базе МТ-ЛБу (изготовлен на предприятии «Крюковский вагоностроительный завод»)
- ХТЗ-10Н — демилитаризованный МТ-ЛБу. Транспортная гусеничная снегоболотоходная машина, предназначенная для выполнения транспортных и других специальных работ в условиях бездорожья и в труднодоступных районах[13]. Производитель — Харьковский тракторный завод имени Серго Орджоникидзе.
  - ХТЗ-10НК — гражданский тягач, для работы в сложных климатических условиях.
- ТГМ-126-2 — демилитаризованный МТ-ЛБу. Транспортная гусеничная машина, предназначенная для выполнения транспортных и других специальных работ в условиях бездорожья и в труднодоступных районах[14]. Производитель — Харьковский автомобильный ремонтный завод № 126.

 Польша

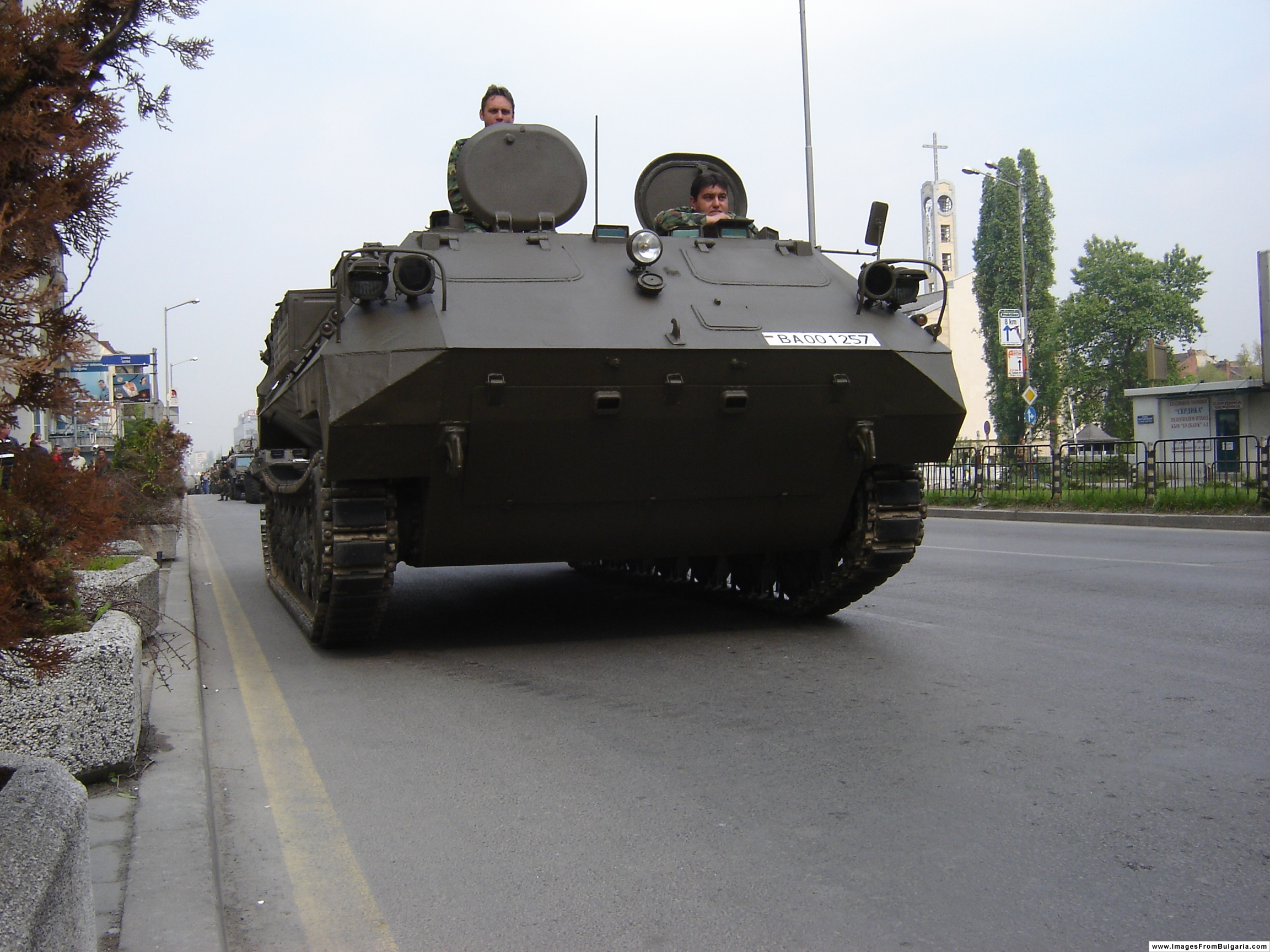
Болгарский МТ-ЛБу

- ZWDSz 1 — командно-штабная машина автоматизированного комплекса «Irys». Принята на вооружение в 2002 году, базируется на МП21-25.

 Болгария
- КШМ 9С743 — командно-штабная машина, модернизация 2000 года советской машины 9С743.
- Искра
- БРЕМ-МТ — бронированная ремонтно-эвакуационная машина, переоборудованная из МТ-ЛБу, построен один демонстрационный образец[15]
- МТП-1 — инженерная машина. На стадии прототипа.
- КШТМС — командно-штабная машина.
- КШМ-Р-55 — машина управления.
- МСП-1
- МСП-2

Венгрия
- MFAJ — транспортное средство для инженерных войск.

 Швеция
- Pbv 4020 — шведская модификация советского КСАУО 1В12.
- Stripbv 4021 — машина управления войсками.
- Sjvpbv 4024 — бронированная медицинская машина.

 Финляндия
- MT-LBu-TP — финская модификация машины управления огнём артиллерии 1В13.
- MT-LBu-P — финская модификация машин управления огнём артиллерии 1В14 и 1В15.
- MT-LBu-PS — финская модификация машины управления огнём артиллерии 1В16.

 Белоруссия
Модификации основаны на старых версия МТ-ЛБу (в основном на КСАУО 1В12):
- ТМПК «Мул» — машина снабжения фронтовых войск.
- ТЗМ-122 — транспортно-заряжающая машина для Самоходной гаубицы 2С1 «Гвоздика».
- СМ-120 — 120-мм самоходный миномёт, вооружённый комплексом 2С12 «Сани». Имеет на борту 48 выстрелов.
- ППМП — передвижной пункт медицинской помощи.
- 1В12-1БМ — модернизированный вариант 1В12[16]

## Операторы
- Армения
- Азербайджан
- Беларусь[17]
- Болгария
- Венгрия — 21 MFAJ
- Венесуэла[18][нет в источнике]
- Грузия
- Ирак
- Казахстан
- Ливия[19]
- Польша

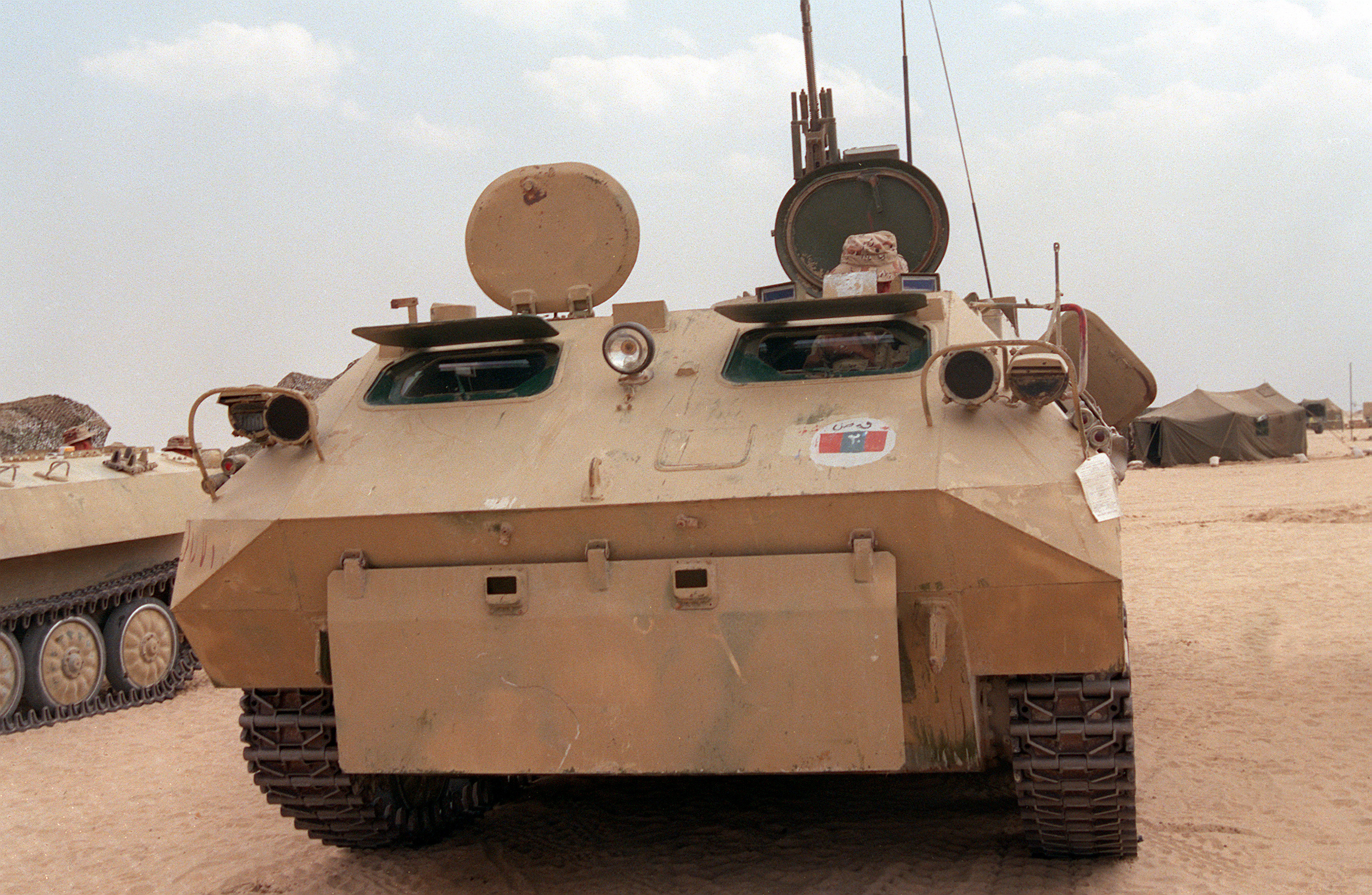
Иракский МТ-ЛБу, захваченный коалиционными войсками во время операции Буря в пустыне

- Россия  — 992 единицы по состоянию на 2024 год[20]
- Сербия
- Украина
- Финляндия — 40 MT-LBu, по состоянию на 2012 год[21]
- Чехия
- Швеция — 56 Pbv 4020, по состоянию на 2010 год[22]

## Галерея

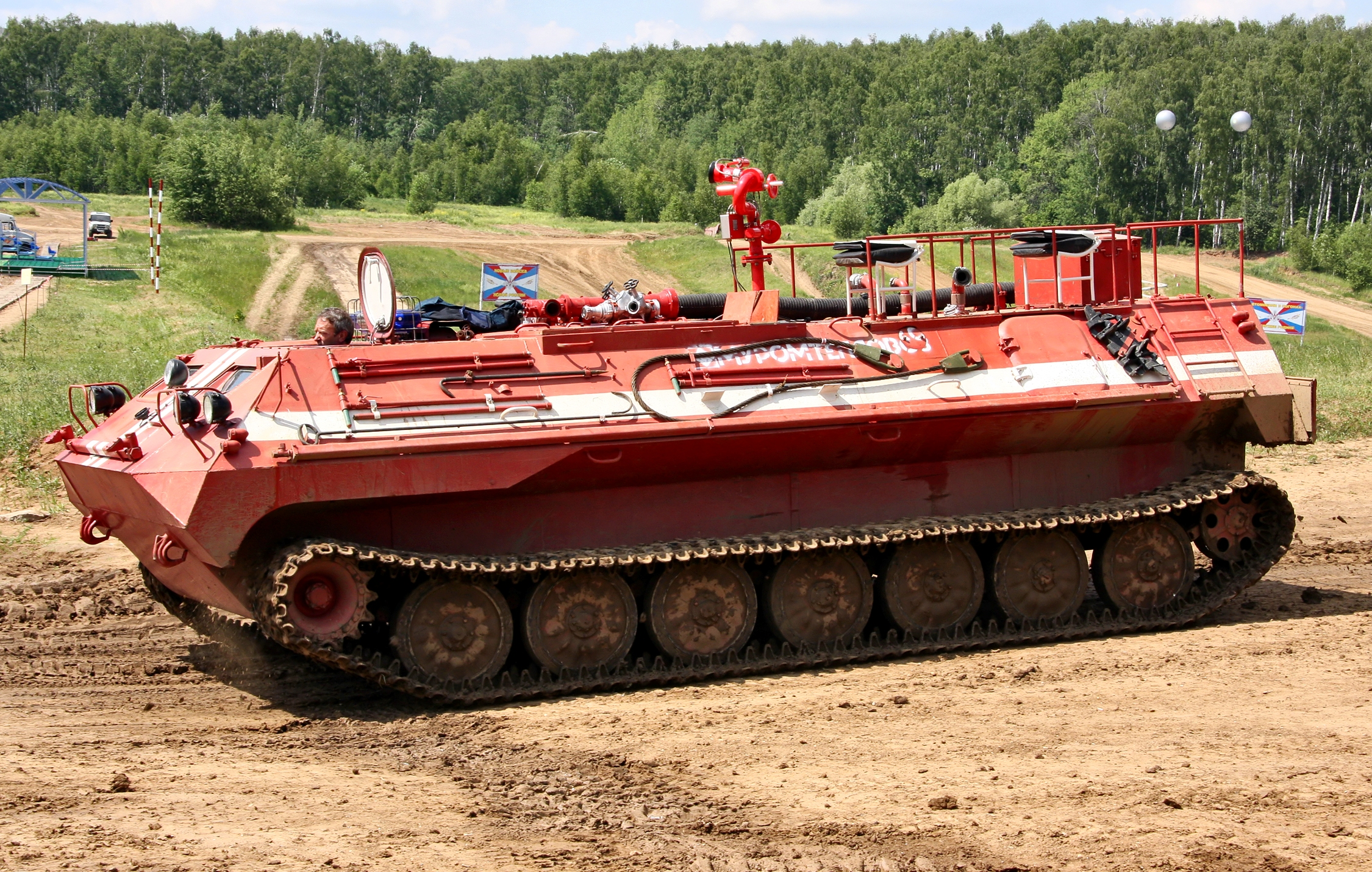
Пожарная машина ГПМ-10
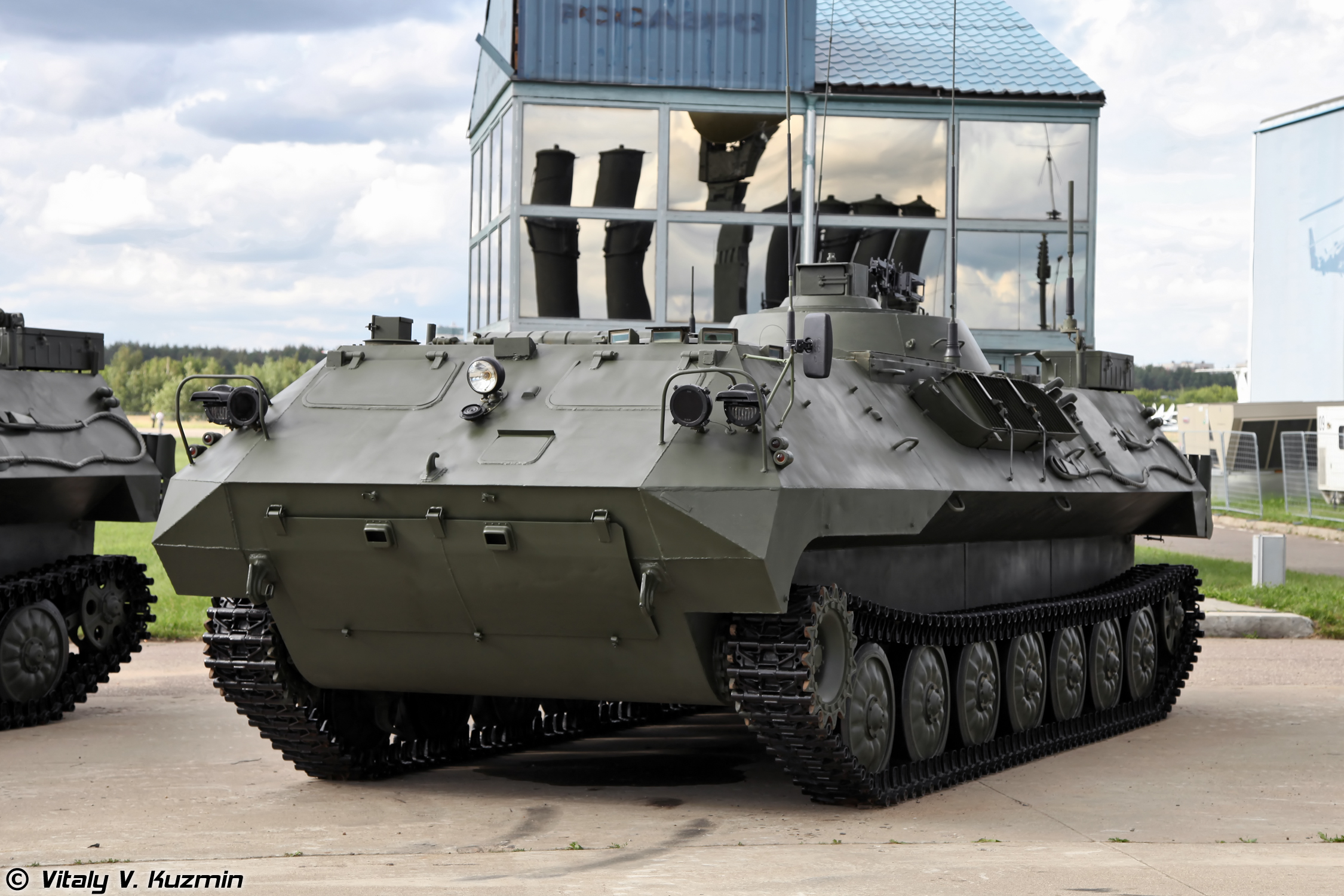
Машина из комплекса управления артиллерией «Фальцет»
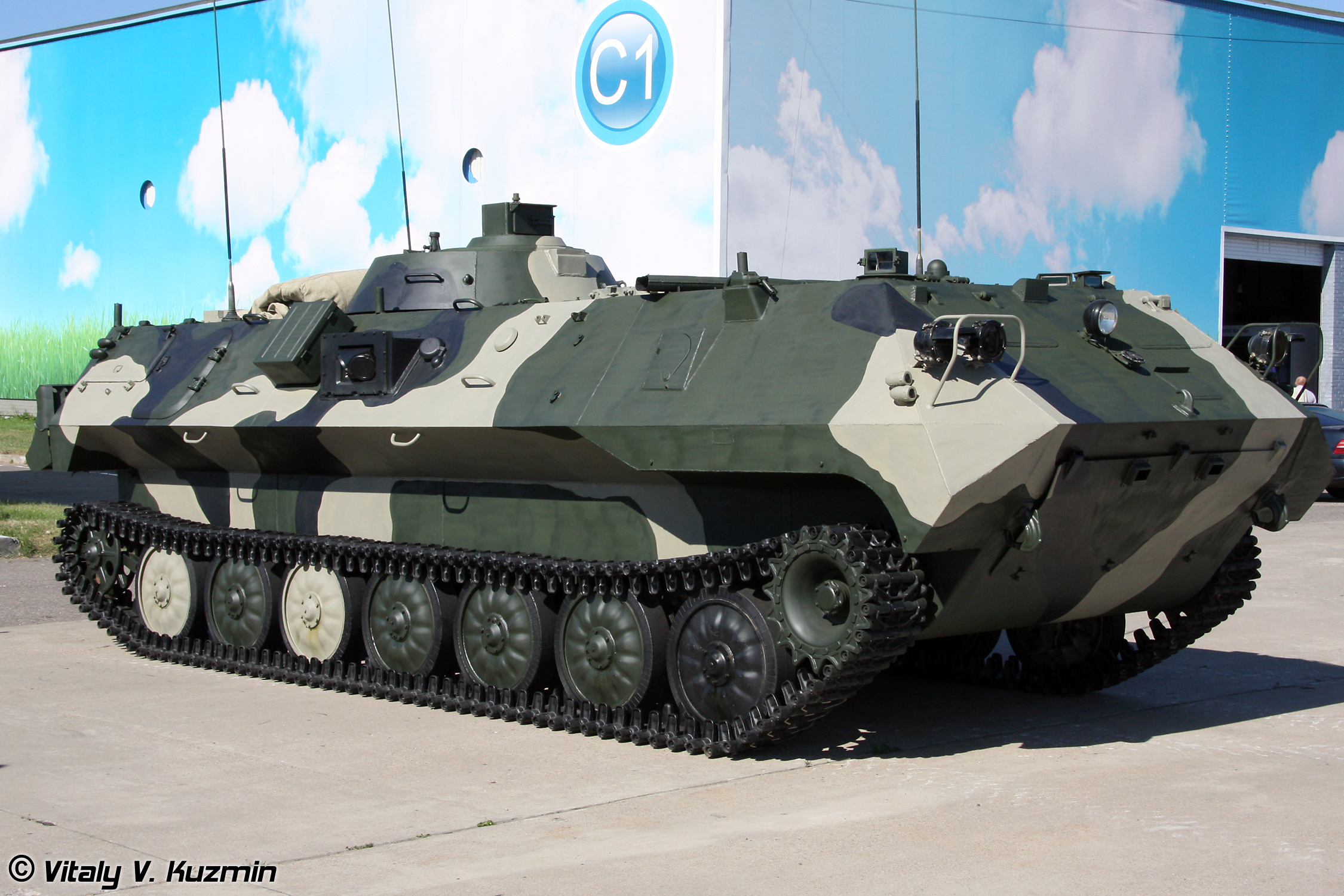
Машина управления огнем артиллерии 1В13-1
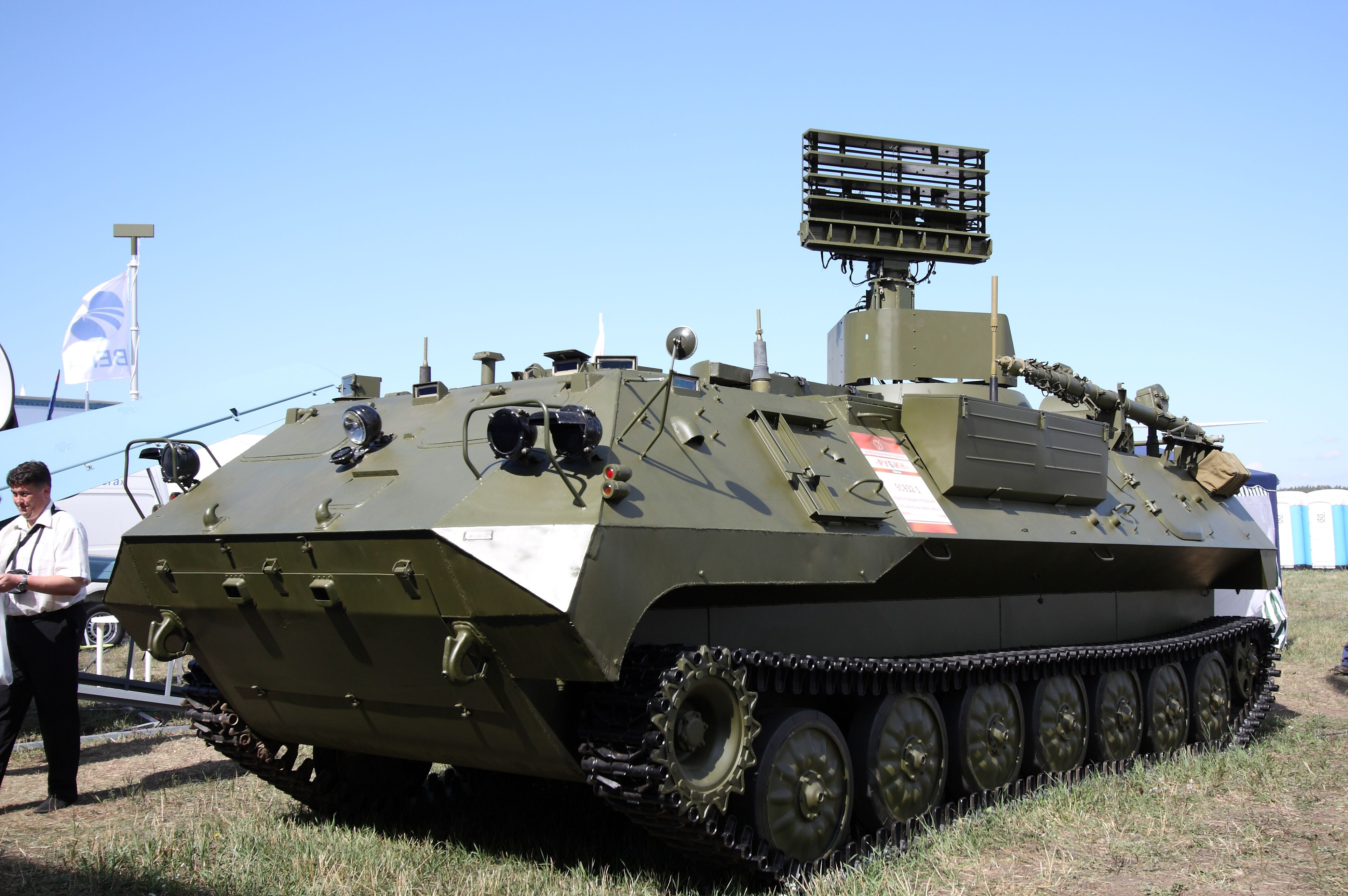
Машина из комплекса управления ПВО «Барнаул-Т»
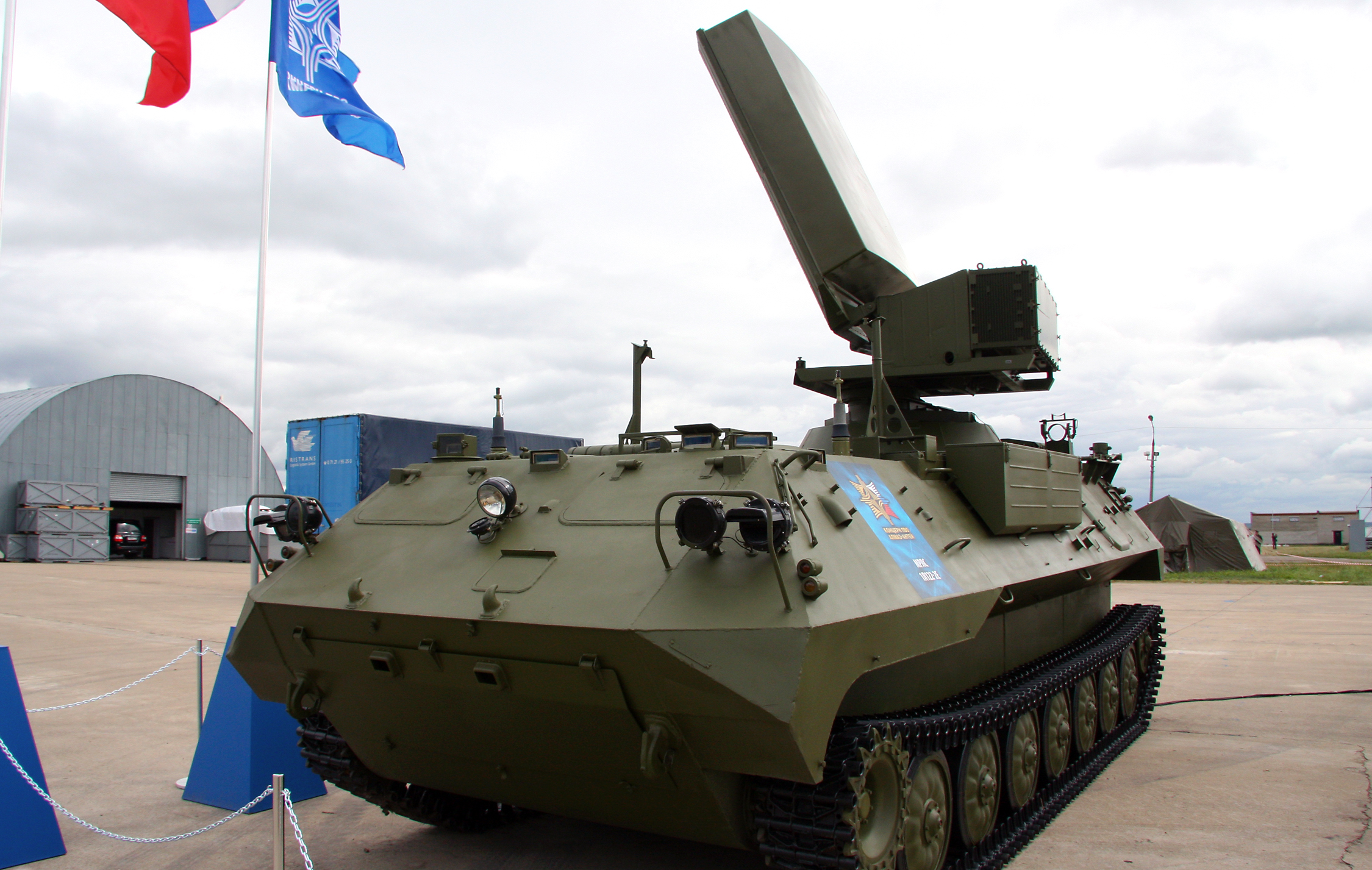
РЛС 1Л122-2Е «Гармонь»
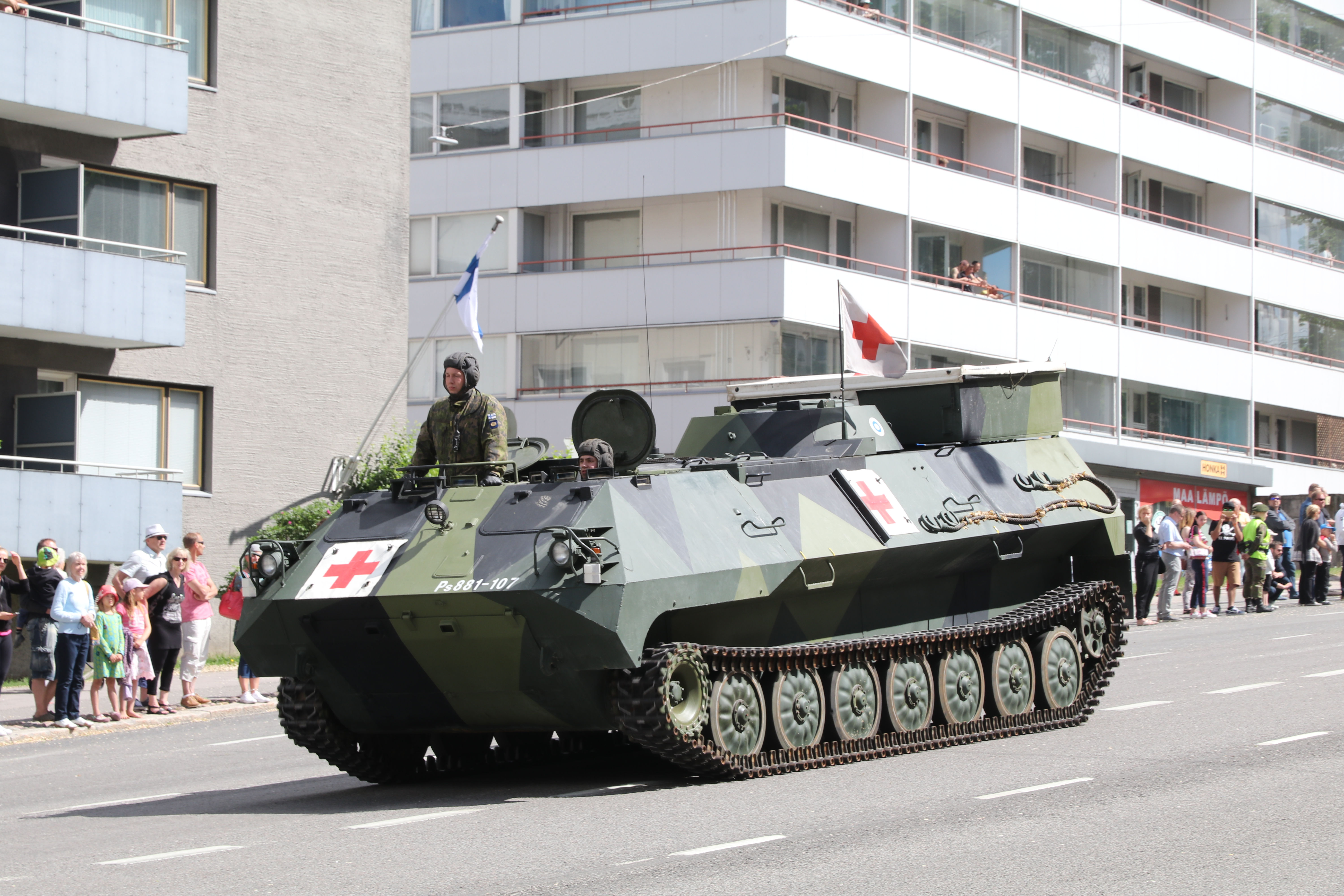
Финская БММ
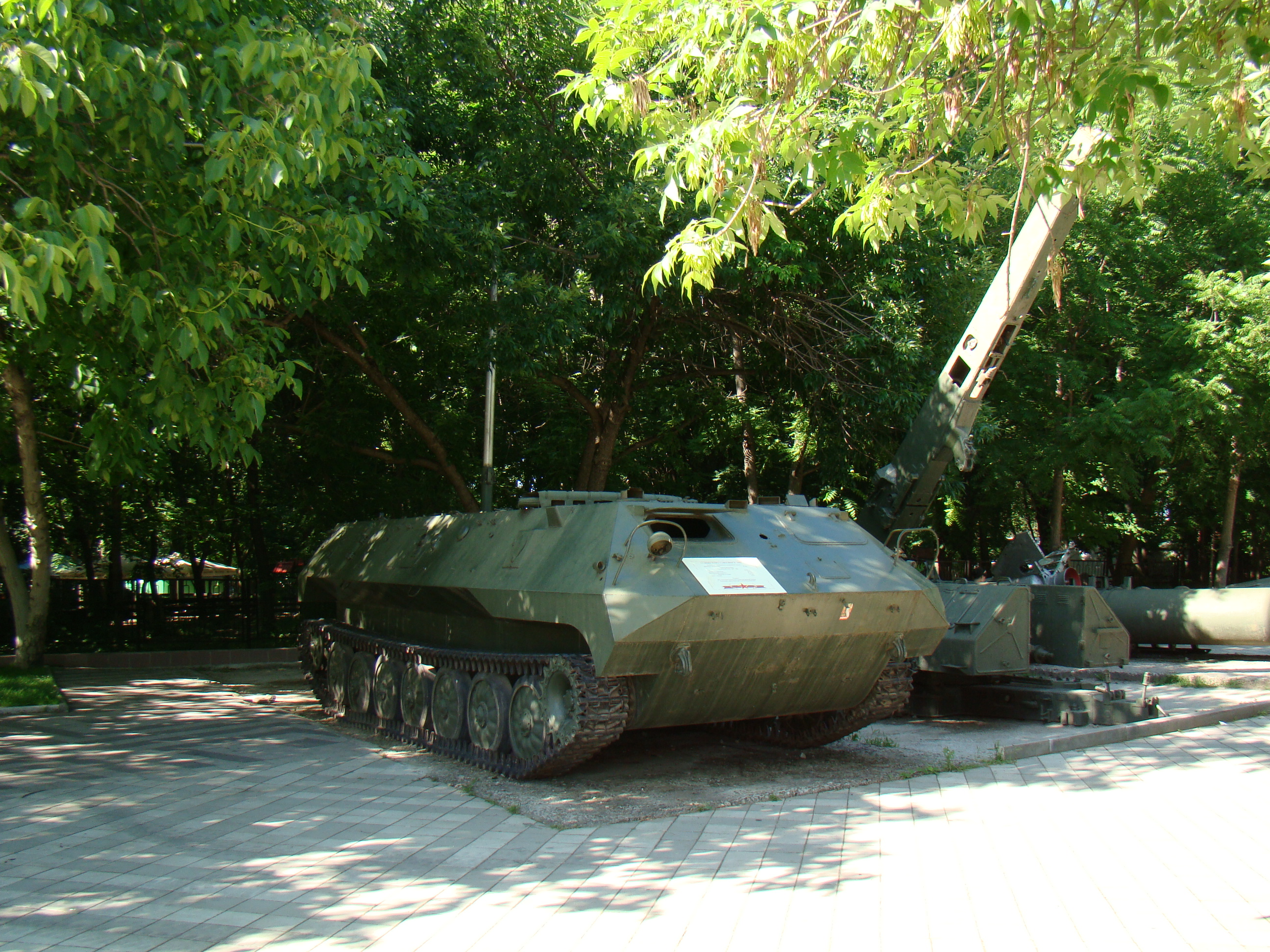
Машина РЭП Р-330
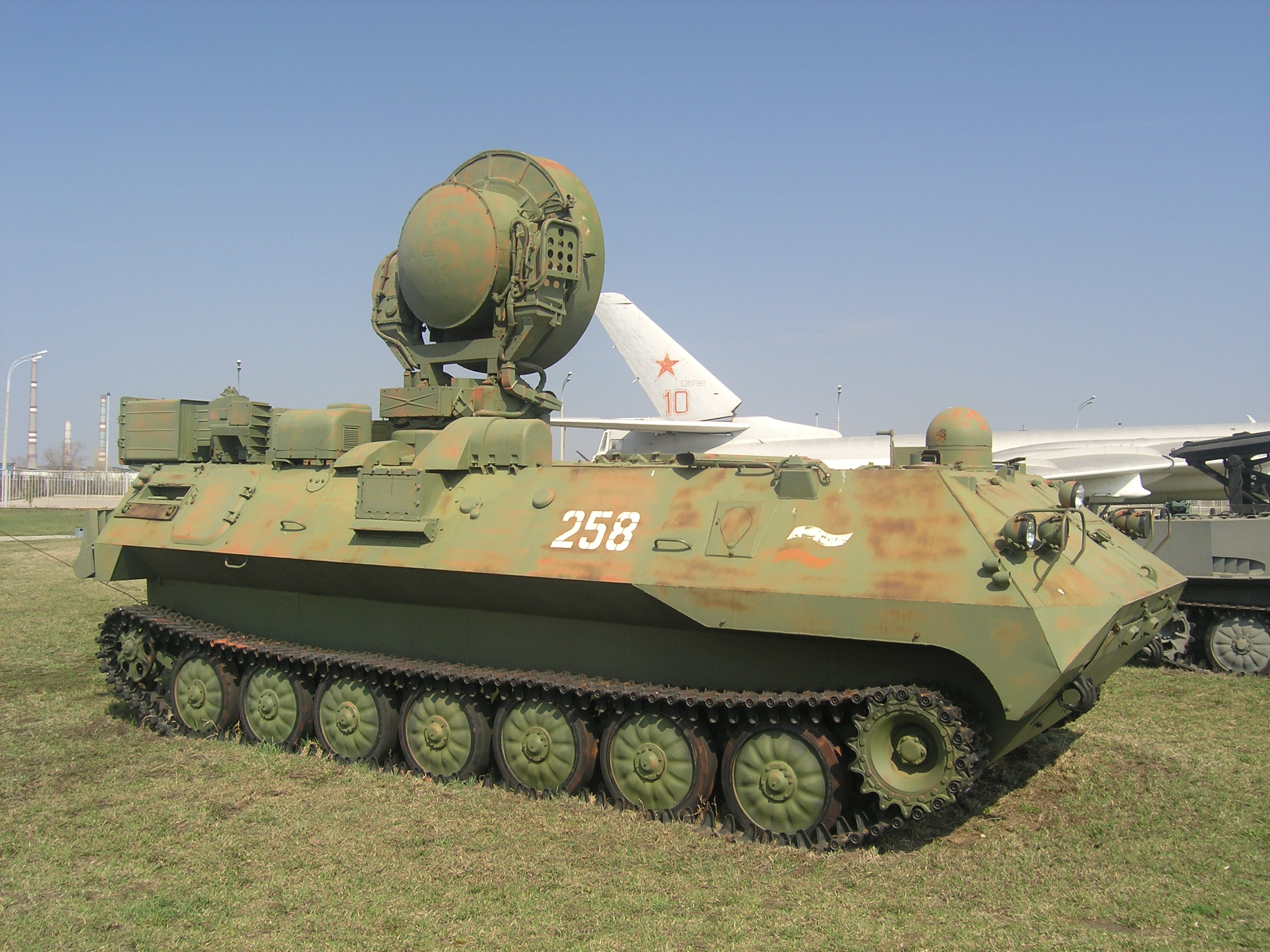
РЛС 1РЛ239 «Рысь»
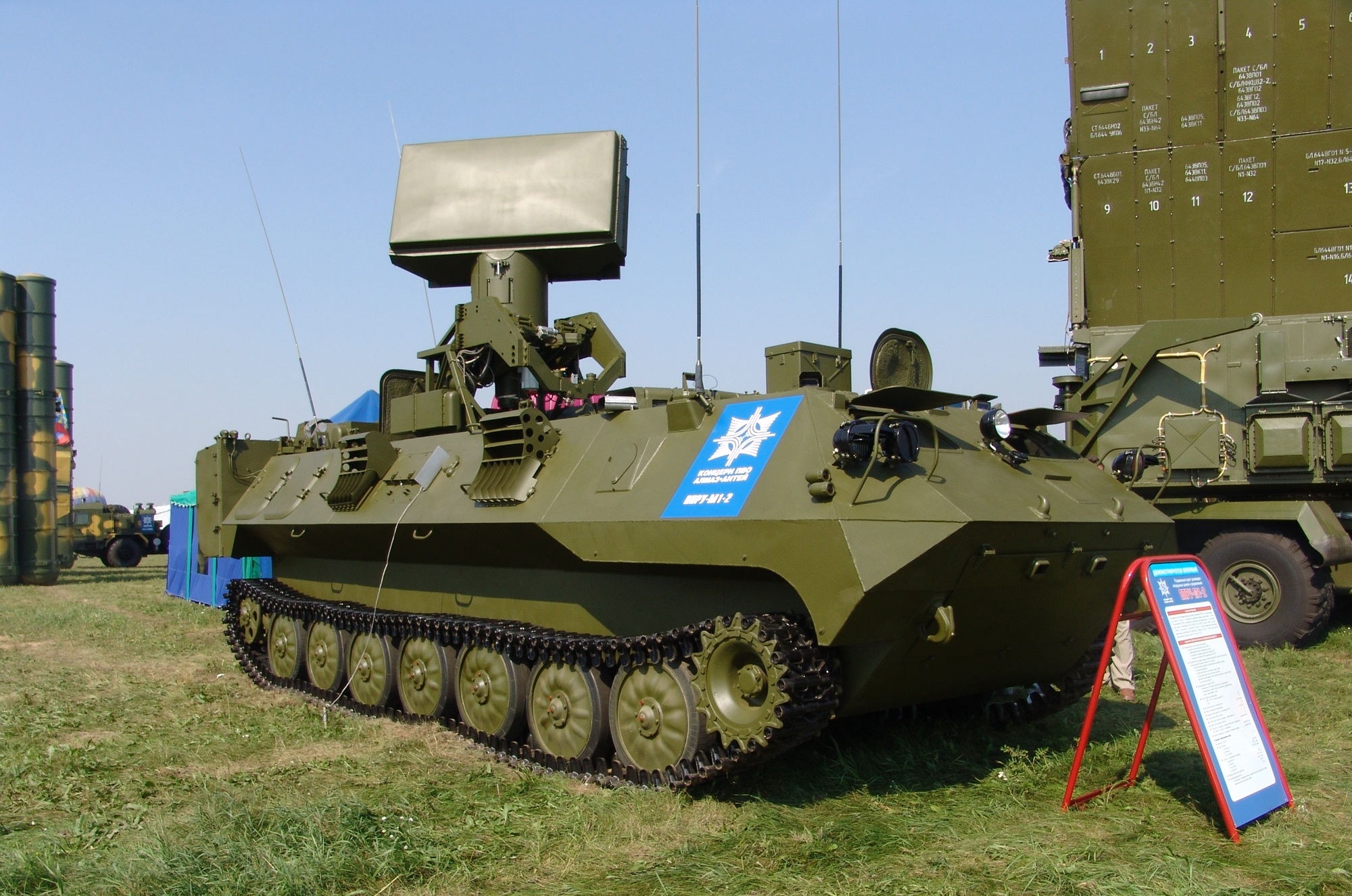
РЛС-КШМ 9С80 «Овод-М-СВ»